# Workgroup Server
Pour les articles homonymes, voir WGS.

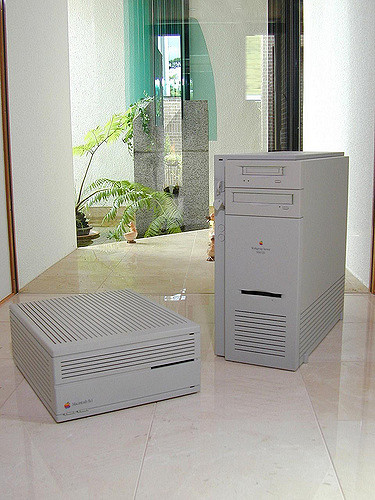
Un Workgroup Server 9150 d'Apple.

La gamme Workgroup Server est une série de Macintosh destinée aux professionnels, commercialisée entre mars 1993 et mars 1998. La plupart étaient des modèles identique à ceux des séries Quadra et Power Macintosh, excepté qu'ils étaient fournis avec des logiciels d'administration serveur Apple. Le seul Workgroup Server qui ne correspond à aucun ordinateur d'une autre gamme est le Workgroup Server 9150.
La gamme serveur d'Apple fut plus tard composée des Power Mac Server G3 et G4, puis des Xserve.